# Peter Ilsted
Peter Ilsted (n. 14 februarie 1861, Sakskøbing, regiunea Sjælland, Danemarca – d. 16 aprilie 1933, Copenhaga, Danemarca) a fost un artist danez. Este cunoscut pentru realizarea de gravuri, reprezentând în special scene domestice.

## Biografie
Peter Vilhelm Ilsted s-a născut la Sakskøbing în Guldborgsund, Danemarca. A fost fiul negustorului Jens Peter Ilsted și al Johanne Sophie Lund. A fost cumnat cu pictorul Vilhelm Hammershøi (1864–1916). S-a căsătorit cu Ingeborg Lovisa Petersen (1869–1945) în anul 1891.

## Galerie

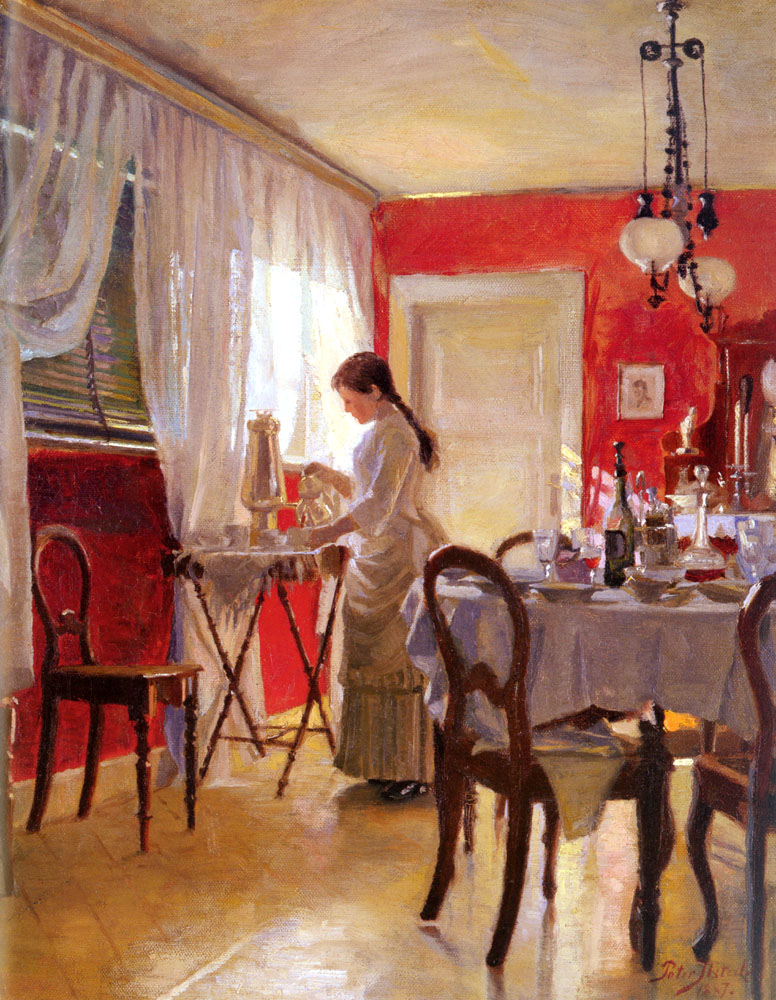
Sala de mese (c. 1887)
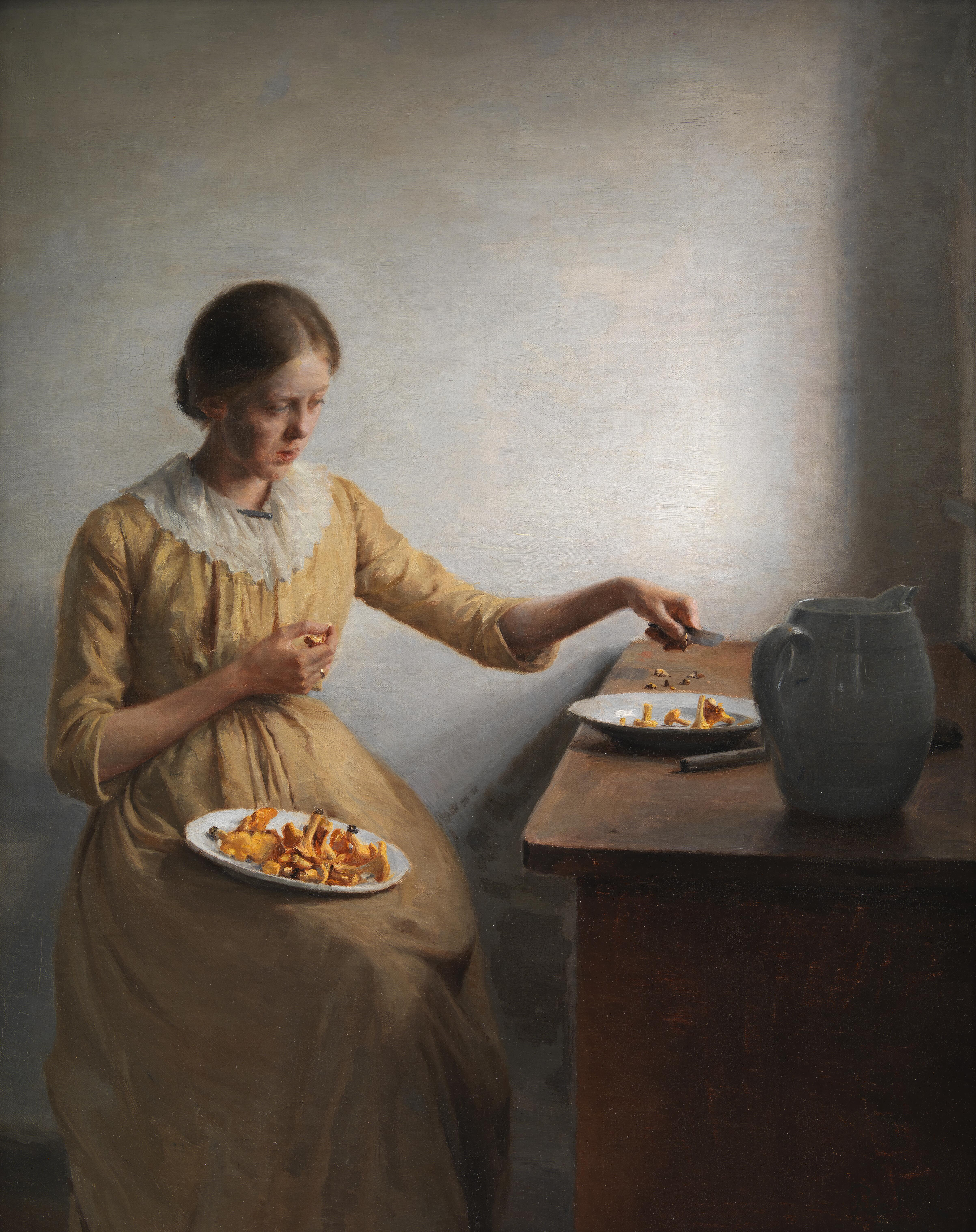
Tânără pregătind gălbiori (1892)
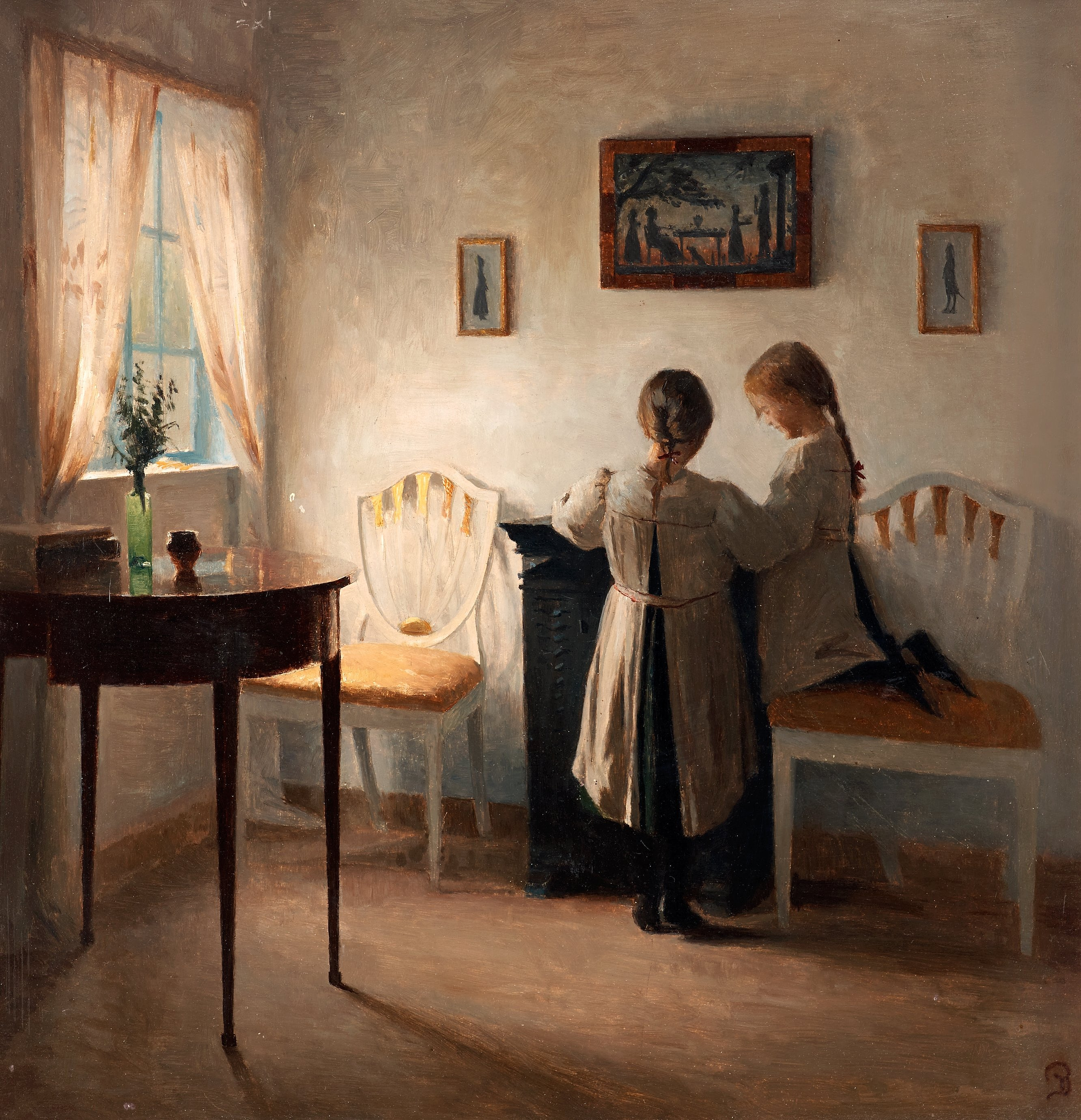
Interior cu două fete (c. 1900)
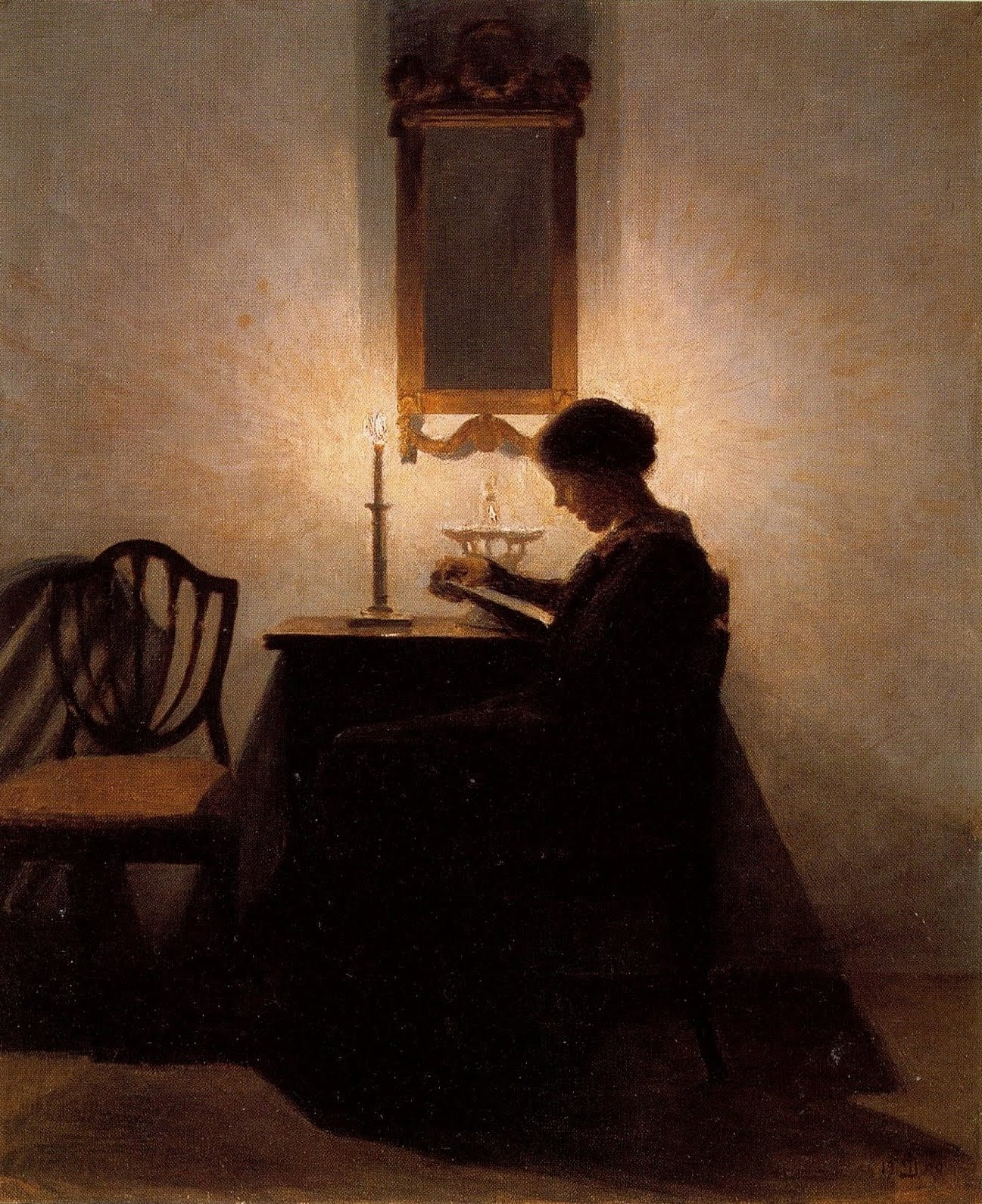
Femeie citind (1907)
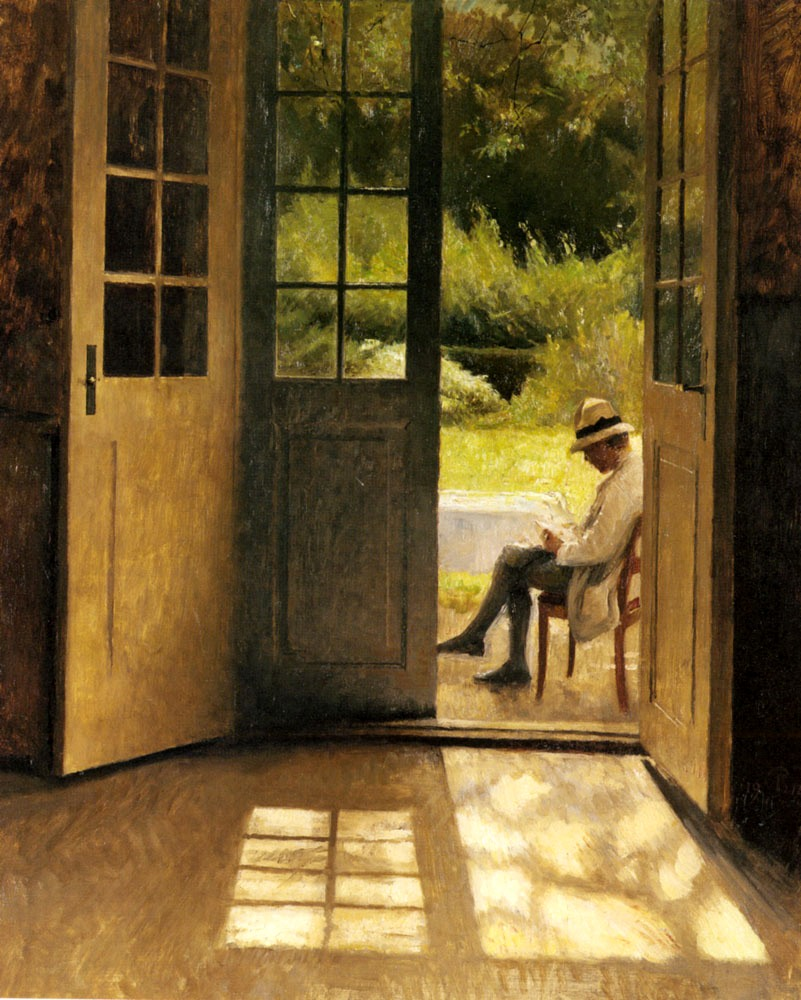
Ușa deschisă (c. 1910)
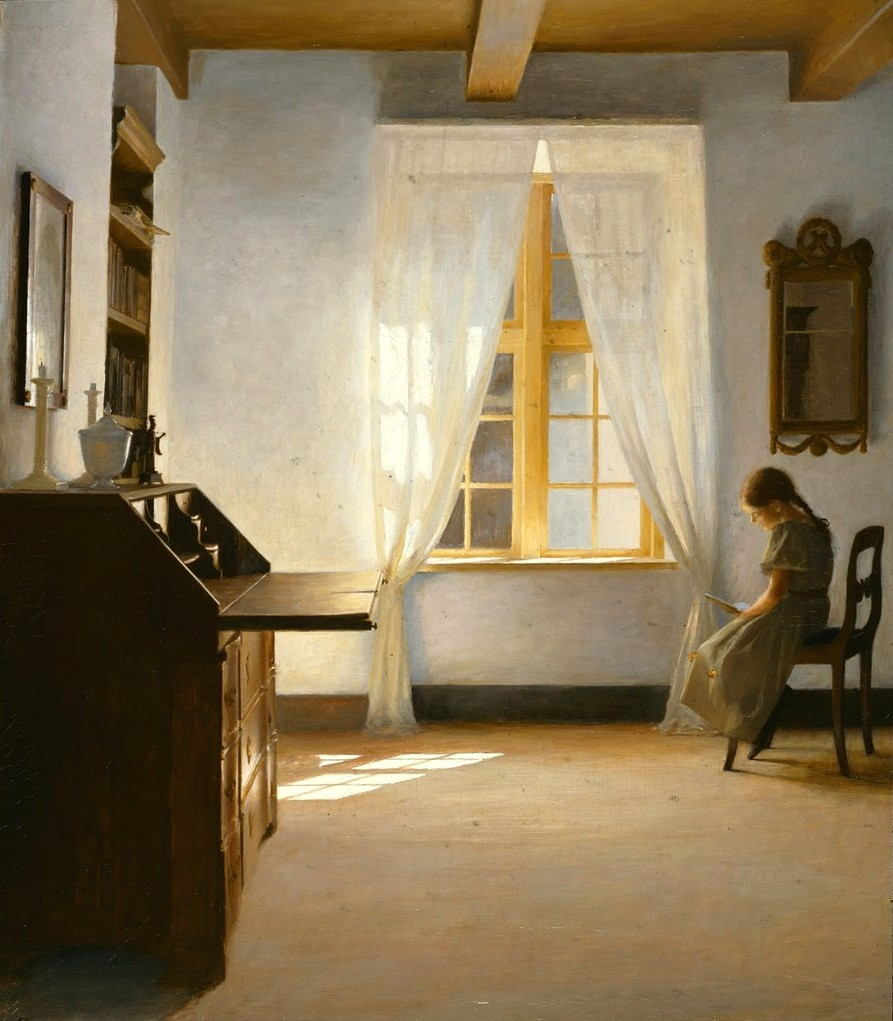
Interior cu o fată citind (c. 1910)